# Tualang (Meurah Mulia)
Tualang is een bestuurslaag in het regentschap Aceh Utara van de provincie Atjeh, Indonesië. Tualang telt 134 inwoners (volkstelling 2010).